# John Levén
John Gunnar Levén (født 25. oktober 1963 i Stockholm, Sverige) er bassisten i det svenske rockband Europe. Levén og sangeren Joey Tempest er de eneste bandmedlemmer, som har spillet på alle Europes albummer.